# Освіта в Еритреї

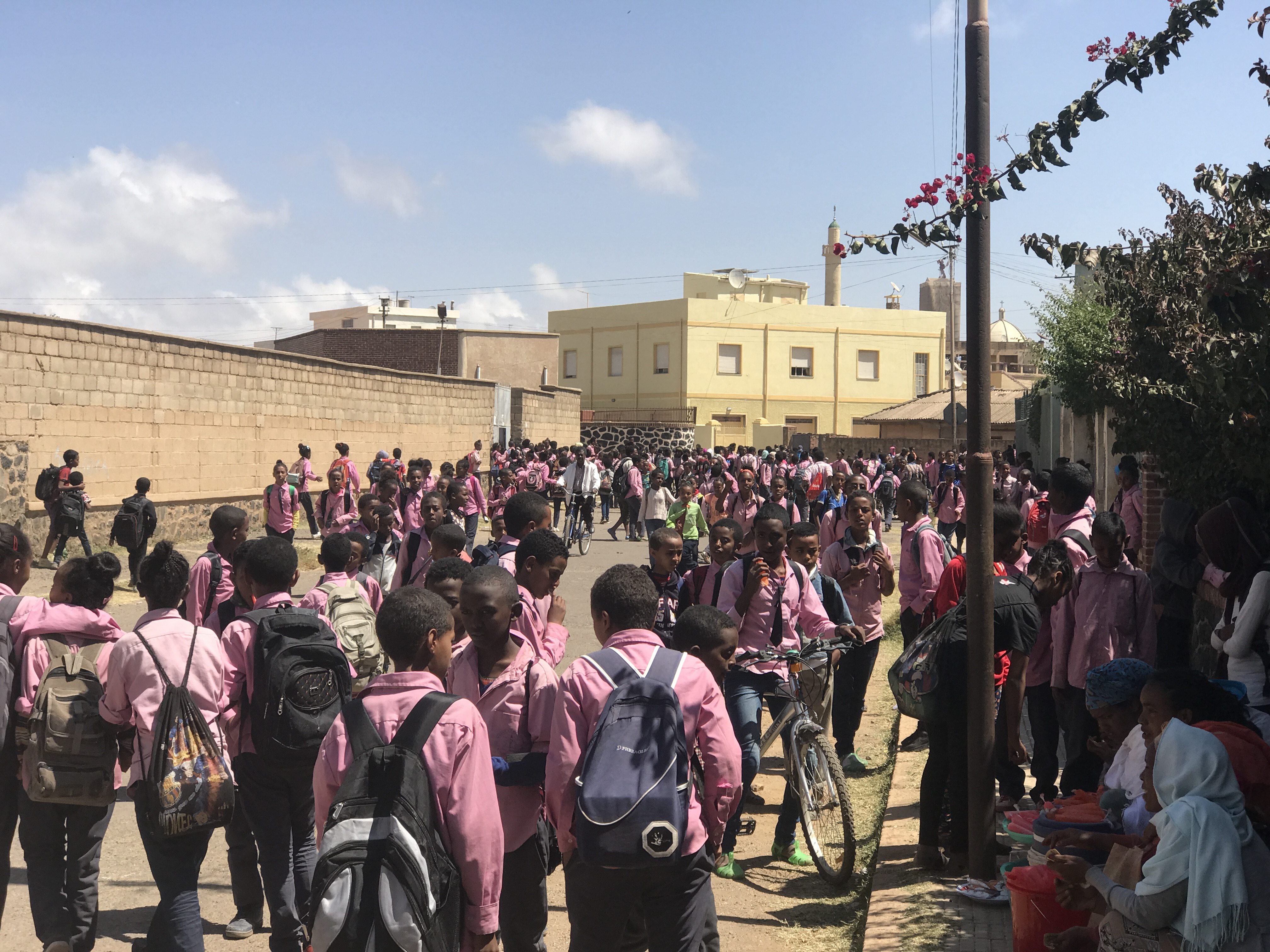
Студенти, які йдуть до школи в Еритреї

Освіта в Еритреї є обов'язковою для дітей у віці від 7 до 14 років. Освіта в державних школах та університеті — безкоштовні.

## Історія освіти в Еритреї
На початку 1990-х років, після завершення війни за незалежність, система освіти в Еритреї практично була знищена, зруйновані чи розорені будинки шкіл. Нормальний навчальний процес був неможливим, адже в умовах війни, дітей задля їх безпеки залишали вдома, або переховували від бомбардувань в сільській місцевості. До того ж, багато старшокласників брали участь у війні на боці Народного фронту звільнення Еритреї.
Таким чином, на момент здобуття незалежності в 1991 році, чисельність учнів початкових шкіл становила лише 93,1 тис. чол. — 22,4% від загальної кількості дітей у віці 7-11 років. До 1997 року їх кількість зросла до 136,9 тис. чол. (47%). За цей же період також зросла кількість учнів середньої школи на 47% та вищої на 70%, було введено в експлуатацію 270 нових шкіл (за один 1997 рік було споруджено 77 нових шкільних будівель). На кінець 1990-х років в країні загалом було 600 шкіл, з них 420 (70%) в сільській місцевості, кількість вчителів початкової школи за 1990-і роки зросла з 3,6 до 5,5 тис. чол, середньої — з 0,8 до 1 тис. чол. Вчителем середньої школи можна стати після 4-х річного навчального курсу в Асмерському університеті.

## Початкова, середня та професійна освіта
В Еритреї початкова 7-и річна освіта дітей 7-14 років є обов'язковою. Далі йде шестирічна середня школа, яка відбувається у два етапи — два і чотири роки. У Асмері та Накфі функціонують професійні технічні школи та медичний навчальний заклад.

## Асмерський університет
Асмерський університет був заснований в 1958 році італійським католицьким місіонерським товариством як коледж в період існування Ефіопо-еритрейської федерації. В 1967 році коледж трансформовано в університет. В 1977 році університет перейшов під юрисдикцію ефіопської Комісії по вищій освіті. Коли стало зрозуміло, що Еритрея найближчим часом отримає незалежність, ефіопська влада в 1990 році закрила університет, професорсько-викладацький склад та рухоме майно переведені в Ефіопію.
У 1991 році вже еритрейський уряд вирішив відновити університет як автономний виш. Чисельність професорсько-викладацького складу в 1991–1998 роках зросла з 60 до 200 осіб, студентів з 860 (в 1995 році) до 1400 в 1998 році, що, однак, становить лише 6% від загальної чисельності абітурієнтів. На зламі 1990–2000 років в Асмерському університеті навчалося близько 3.000 студентів всіх видів навчання.